# Sand Hill
Sand Hill és una concentració de població designada pel cens dels Estats Units a l'estat de Pennsilvània. Segons el cens del 2000 tenia 2.345 habitants.

## Demografia
Segons el cens del 2000, Sand Hill tenia 2.345 habitants, 898 habitatges, i 709 famílies. La densitat de població era de 896,4 habitants/km².
Dels 898 habitatges en un 31,7% hi vivien nens de menys de 18 anys, en un 69,2% hi vivien parelles casades, en un 6,5% dones solteres, i en un 21% no eren unitats familiars. En el 16,4% dels habitatges hi vivien persones soles el 7,3% de les quals corresponia a persones de 65 anys o més que vivien soles. El nombre mitjà de persones vivint en cada habitatge era de 2,61 i el nombre mitjà de persones que vivien en cada família era de 2,94.
Per edats la població es repartia de la següent manera: un 22,1% tenia menys de 18 anys, un 6,4% entre 18 i 24, un 29,5% entre 25 i 44, un 28,5% de 45 a 60 i un 13,4% 65 anys o més.
L'edat mediana era de 41 anys. Per cada 100 dones de 18 o més anys hi havia 91,6 homes.
La renda mediana per habitatge era de 45.125 $ i la renda mediana per família de 47.566 $. Els homes tenien una renda mediana de 32.321 $ mentre que les dones 23.160 $. La renda per capita de la població era de 19.386 $. Entorn de l'1,3% de les famílies i l'1,1% de la població estaven per davall del llindar de pobresa.

## Poblacions més properes
El següent diagrama mostra les poblacions més properes.